# Таракташська волость
Таракташська волость — адміністративно-територіальна одиниця Феодосійського повіту Таврійської губернії.
Станом на 1886 рік складалася з 12 поселень, 11 сільських громад. Населення — 6823 особи (3216 чоловічої статі та 3607 — жіночої), 1621 дворове господарство.
|                     | Площа, десятин | У тому числі орної, дес. |
| ------------------- | -------------- | ------------------------ |
| Сільських громад    | 24971          | 2287                     |
| Приватної власності | 13081          | 2798                     |
| Казенної власності  | 13632          | —                        |
| Іншої власності     | 234            | —                        |
| Загалом             | 51918          | 5085                     |

Поселення волості:
- Великий Таракташ — село при річці Таракташ за 65 верст від повітового міста, 875 мешканців, 179 дворів, мечеть, 2 лавки. За 10 верст — мечеть. За 15 верст — православна церква, монастир. За 30 верст — мечеть.
- Айсерез — село при урочищі Айсерез, 655 мешканців, 182 двори, 2 мечеті.
- Арпат — село, 324 мешканці, 71 двір, мечеть, лавка.
- Ворон — село, 442 мешканці, 142 двори, мечеть.
- Капсіхор — село при Чорному морі, 565 мешканців, 193 двори, мечеть, 2 лавки.
- Кози — село при Чорному морі, 570 мешканців, 99 дворів, мечеть, лавка.
- Кутлак — село, 735 мешканців, 161 двір, мечеть, 2 лавки.
- Малий Таракташ — село при річці Таракташ, 935 мешканців, 191 двір, мечеть, 2 лавки.
- Отуз — село при урочищі Отузи, 676 мешканців, 183 двори, 2 мечеті, 4 лавки.
- Судак — колонія при Чорному морі, 245 мешканців, 49 дворів, молитовний будинок, школа.
- Токлук — село при Чорному морі, 431 мешканець, 84 двори, мечеть.
- Шелен — село, 368 мешканців, 108 дворів, мечеть.